# ماغنوس كارلسون (مغني)
ماغنوس كارلسون (بالسويدية: Magnus Carlson)‏ هو مغني سويدي، ولد في 3 أغسطس 1968.

## وصلات خارجية
- ماغنوس كارلسون على موقع IMDb (الإنجليزية)
- ماغنوس كارلسون على موقع روتن توميتوز (الإنجليزية)
- ماغنوس كارلسون على موقع ميوزك برينز (الإنجليزية)
- ماغنوس كارلسون على موقع قاعدة بيانات الأفلام السويدية (السويدية)
- ماغنوس كارلسون على موقع أول ميوزيك (الإنجليزية)
- ماغنوس كارلسون على موقع ديسكوغز (الإنجليزية)
- ماغنوس كارلسون على موقع قاعدة بيانات الفيلم (الإنجليزية)